# Silje Nergaard
Silje Nergaard, född 19 juni 1966 i Steinkjer i Norge, är en norsk pop- och jazzsångare.
Även om några av Silje Nergaards sånger (till exempel "Si det, si det" från 1985) har en distinkt popstil, har hon nu nästan helt lagt av med popmusiken. Således har hennes senare album en jazzigare ton. Silje Nergaards debutalbum Tell Me Where You're Going producerades av jazzgitarristen Pat Metheny och klättrade högt på hitlistorna bland annat i Storbritannien och Japan

## Diskografi
Studioalbum
- 1990 – Tell Me Where You're Going (med Pat Metheny)
- 1991 – Silje
- 1995 – Cow On the Highway
- 1995 – Brevet
- 1996 – Hjemmefra – From Home
- 2000 – Port of Call
- 2001 – At First Light
- 2003 – Nightwatch
- 2007 – Darkness Out of Blue
- 2009 – A Thousand True Stories
- 2010 – If I Could Wrap Up a Kiss
- 2012 – Unclouded
- 2015 – Chain of Days
- 2017 – For You a Thousand Times

Samlingsalbum
- 2004 – Easy Living
- 2005 – Be Still My Heart – The Essential

Livealbum
- 2005 – Live in Köln
- 2006 – Your Guide to the North Sea Jazz Festival (div. artister)

## Priser och utmärkelser
- 2003 – Spellemannprisen ("Årets spellemann")[2]
- 2005 – Gammleng-prisen (i "Åpen klasse")[3][4][5][6][7]